# Червона Балка (Кам'янський район)
Черво́на Ба́лка — село в Україні, у Затишнянській сільській громаді Кам'янського району Дніпропетровської області.
Населення — 12 мешканців.

## Географія
Село Червона Балка знаходиться за 3 км від лівого берега річки Базавлук, на відстані 1 км від сіл Преображенка та Калинівка. По селу протікає пересихаючий струмок з загатою.

## Населення

### Мова
Розподіл населення за рідною мовою за даними перепису 2001 року:
| Мова       | Відсоток |
| ---------- | -------- |
| українська | 91,7 %   |
| румунська  | 8,3 %    |